# 河本栄得
河本 栄得（かわもと えいとく、1968年〈昭和43年〉11月1日 - 1994年〈平成6年〉10月31日）は、日本の漫才師、お笑い芸人。漫才コンビ「ベイブルース」のボケ・ネタ作り担当。吉本興業所属。

## 来歴・人物
大阪市港区に生まれる。NSC7期生。同期には雨上がり決死隊、トゥナイト、矢部美幸 (ナインティナイン･矢部浩之の兄)などがいた。
高校時代は大阪市立桜宮高等学校の野球部に所属。野球部の同期生に元中日・阪神の捕手だった矢野燿大がいる。
1988年、高校野球部時代の親友・高山知浩（現：高山トモヒロ）と共に「河本・高山」を結成し、ボケを担当。NSC卒業と同時にコンビ名を「ベイブルース」に変更。
心斎橋2丁目劇場の舞台や、関西ローカルのテレビ・ラジオなどに出演し、吉本期待の若手コンビとして活躍した。
しかし、1994年10月中旬、大阪近郊でMBSテレビ『吉本芸人ドライブTV』のロケーション撮影中に体調不良を訴え大阪市内の病院へ入院。その後に容態が急変し、誕生日前日の同年10月31日、劇症肝炎による脳出血のため死去。25歳没。死去当日に生放送されたMBSラジオ『ヤンタンあそびのWA!』では、リスナーへ訃報をいっさい伝えず高山が一人で気丈に務めた。
突然すぎる河本の訃報に、相方である高山の悲嘆は大きかった。大阪市淀川区内で行われた河本の葬儀・告別式では、高山が「皆さん、天国に向かって"河本のアホ"と叫んで下さい!!」と弔辞を読み上げた。母親は棺にしがみつきながら息子の名前を呼び続け、周囲が止めに入っても出棺まで号泣していた。告別式には関西各地から、女子高生のファンが弔問に訪れた。高校時代に野球をしていたこともあり体重は90kg近かったが、芸人になるとダイエットに励み、亡くなったときは70kg台まで落ちていたという。酒を好んでいた。
没後15年を経た2009年、相方の高山著による小説「ベイブルース 25歳と364日」を発表。河本との出会いから別れまでが綴られている。同作品は舞台（2011年10月）・映画化（2014年）された。

## 演じた俳優
- 松田悟志 - ベイブルース 25歳と364日（舞台版）
- 趙珉和 - ベイブルース 25歳と364日（映画版）